# Toni Ulmen
Toni Ulmen (Düsseldorf, 1906. január 25. – Düsseldorf, 1976. november 4.) német autóversenyző.

## Pályafutása
Két versenyen vett részt az 1952-es Formula–1 világbajnokságon. A szezonnyitó svájci nagydíjon négy kör után kiesett, hazája versenyén pedig nyolcadikként ért célba, két körös hátrányban a győztes Alberto Ascari mögött.
Pályafutása alatt részt vett több, a világbajnokság keretein kívül rendezett Formula–1-es versenyen is.

## Eredményei

### Teljes Formula–1-es eredménylistája
(Táblázat értelmezése)

(Félkövér: pole-pozícióból indult; dőlt: leggyorsabb kört futott) 

| Év   | Csapat     | Modell         | Motor              | 1      | 2   | 3   | 4   | 5   | 6     | 7   | 8   | Helyezés | Pont |
| ---- | ---------- | -------------- | ------------------ | ------ | --- | --- | --- | --- | ----- | --- | --- | -------- | ---- |
| 1952 | Toni Ulmen | Veritas-Meteor | Veritas Straight-6 | SUI Ki | 500 | BEL | FRA | GBR | GER 8 | NED | ITA | -        | 0    |